# Елза Ланчестър
Елза Ланчестър (на английски: Elsa Lanchester) е британска актриса. 

## Биография
Елза Ланчестър е родена на 28 октомври 1902 година в Лондон. Нейни родители са Джеймс „Шамъс“ Съливан (1872–1945) и Едит „Биди“ Ланчестър (1871–1966), те били бохеми и отказали да легализират съюза си по какъвто и да е конвенционален начин, за да задоволят консервативното общество на епохата. И двамата са били социалисти, според интервюто на Елза Ланчестър от 1970 г. с Дик Кавет. По-големият брат на Елза, Уолдо Съливан Ланчестър е пет години по-голям и е бил кукловод, със собствена компания за марионетки, базирана в Малвърн, Устършър и по-късно в Стратфорд на Ейвън. 

### Кариера
Елза Ланчестър учи танци като дете и след Първата световна война започва да играе в театъра и кабаре, където установява кариерата си през следващото десетилетие. Тя се срещна с актьора Чарлз Лотън през 1927 г., а две години по-късно се женят. Започва да играе малки роли в британски филми, включително ролята на Ан от Кливс заедно с Лотън в „Личният живот на Хенри VIII“ (1933). Успехът й в американските филми довежда до преместването на двойката в Холивуд, където Ланчестър играе малки филмови роли. 
Ролята й на главната героиня в „Булката на Франкенщайн“ (1935) й донася признание. Тя играе поддържащи роли през 1940-те и 1950-те години, номинирана е за Оскар за най-добра поддържаща женска роля за „Елате в конюшнята“ (1949) и „Свидетел на обвинението“ (1957), за последния печели награда Златен глобус за най-добра поддържаща актриса, това е и последният от дванадесетте филма, в които се появява с Лотън. След смъртта на Лотън през 1962 г., Ланчестър възобновява кариерата си с участия във филми на Дисни. 

### Личен живот
Елза Ланчестър се жени за Чарлз Лотън през 1929 г. Тя публикува книга за връзката си с него (Laughton, Charles Laughton and I). През март 1983 г. тя пусна автобиография, озаглавена (Elsa Lanchester Herself). В книгата тя твърди, че с Лотън никога не са имали деца, защото е гей.  Приятелката и колега на Лотън Морийн О'Хара обаче отрича това да е причината за бездетността на двойката. Тя твърди, че Лотън й е казал, че причината поради която той и съпругата му никога не са имали деца е заради неуспешен аборт, който Ланчестър е направила в началото на кариерата си, когато е изпълнявал бурлеска. Ланчестър признава в автобиографията си, че е направила два аборта в младостта си (единият е на Лотън), но не е ясно дали вторият я е оставил неспособна да забременее отново.  Според нейния биограф Чарлз Хайъм причината да не е имала деца е, че не е искала такива. 

### Смърт
Малко след излизането на автобиографията й, здравето на Ланчестър се влошава. В рамките на 30 месеца тя претърпява два инсулта, изпадайки в пълна неработоспособност. Тя се нуждаеше от постоянни грижи и е прикована на легло. През март 1986 г. Елза Ланчестър умира в Уудланд Хилс, Калифорния на 26 декември 1986 г. на 84 години, в болницаот пневмония. Тялото й е кремирано на 5 януари 1987 г. в Параклиса на боровете в Лос Анджелис и пепелта й е разпръсната над Тихия океан.  Тя е атеист. 

## Избрана филмография
| година | филм                    | оригинално заглавие         | роля         | режисьор     |
| ------ | ----------------------- | --------------------------- | ------------ | ------------ |
| 1957   | Свидетел на обвинението | Witness for the Prosecution | г-жа Плимсол | Били Уайлдър |